# Westhoffen
Westhoffen település Franciaországban, Bas-Rhin megyében. Lakosainak száma 1703 fő (2022. január 1.). Westhoffen Balbronn, Cosswiller, Kirchheim, Odratzheim, Traenheim, Wangen és Wasselonne községekkel határos.

## Népesség
A település népessége az elmúlt években az alábbi módon változott:
| Lakosok száma | 1671 | 1676 | 1691 | 1651 | 1644 | 1636 | 1653 | 1693 | 1703 |
|               | 2013 | 2015 | 2016 | 2017 | 2018 | 2019 | 2020 | 2021 | 2022 |